# Familia Tofu
Familia Tofu (engleză The Tofus) este un serial animat francez creat de Fabrice de Costil și Bertrand Victor, pentru canalul Teletoon. Acțiunea se petrece în orașul inventat, Beauvillage. Membrii familiei Tofu, Mama, Tata și Buba, se ocupă cu drepturile animalelor, pacifismul și multe altele. Acest lucru îi face pe Lola și Chichi de râs.
Serialul a debutat pe data de 1 septembrie 2004, pe canalul Teletoon. Premiera în România a avut loc în 2006, pe postul Jetix. Mai târziu, în 2009, a fost scos din grilă.

## Producție
Tofus a fost co-produs de JETIX ANIMATION CONCEPTS. A fost regizat de Bruno Bianchi și produs de Bianchi și Danielle Marleau cu ajutorul câtorva alți producători executivi din Maple Pictures Corp. și scripted de 26 de scriitori, inclusiv creatorii de serii Fabrice de Costil și Bertrand Victor. Toate scripturile au fost editate de Florence Sandis, responsabilă de regia scenariului. Originalul a fost compus de Alain Garcia și Noam Kaniel. 
Fiecare episod al lui Tofus a fost bugetat la 230.000 dolari SUA, iar fiecare bloc de timp de treizeci de minute a fost împărțit în două episoade de cincisprezece minute. Producția spectacolului a început cu un an înainte de a fi inclusă în programul lui Teletoon. Pe lângă Teletoon Canada, SIP Animation a preschimbat seria și în rețelele CITV și Fox Kids Europe. 
Primul episod al versiunii în limba franceză The Tofus, în limba franceză, a avut premieră la 3 ianuarie 2005. În timp ce Fox Kids a fost vândut companiei The Walt Disney în 2002, programul a fost difuzat sub noul brand Jetix când a ajuns în alte Europene în 2006.
Au existat cinci membri principali care au exprimat The Tofus. Aaron Grunfeld a interpretat vocea lui Chichi, în timp ce Brigid Tierney a interpretat vocea lui Lola. Maria Bircher a interpretat-o pe mama, Marcel Jeannin a vorbit cu Pop, iar Sonja Ball a preluat rolul lui Buba. Voci suplimentare au fost oferite de Daniel Brochu, Harry Standjofski, Pauline Little, Jason Szwimmer, Kayla Grunfeld, Michael Yarmush și Jesse Vinet. Direcția scrierii a fost supravegheată de Florence Sandis.

## Poveste
Activiștii de mediu Mama și Pop Tofu, preocupați de faptul că familia lor se sufocă de rutina urbană, decid să se mute într-o fermă din orașul Beauvillage și să îmbrățișeze un mod mai natural de viață, mult spre groaza copiilor lor pre-adolescenți, Chichi și Lola. Ei ar prefera să se uite la televizor și să meargă la cumpărături decât să se distreze cu animalele bunicii Buba: Cracker cocoșul, Curly the Sheep și Suzie the Goat. Frații trebuie să facă față viziunii ecologice a părinților lor și a umilinței care rezultă din eforturile lor de ai încuraja pe alții să protejeze mediul.
Cartierul în care se stabilește familia este plin de indivizi capabili de a fi pe cale electronică, în contrast cu stilul de viață al familiei Tofus. Spre deosebire de fratele său mecanic-genial Chichi - care crede în pace în cadrul familiei - Lola este mai cinică și mai aversă să fie considerată ca fiind ciudat în noua lor casă. Se ocupă de atracția ei față de Billy Hubbub, băiatul de lângă ușă, în ciuda obiecțiilor părinților.

## Episoade
| #         | Titlu român                            | Titlu englez                          |
| --------- | -------------------------------------- | ------------------------------------- |
|           |                                        |                                       |
| SEZONUL 1 |                                        |                                       |
|           |                                        |                                       |
| 01.       | Febra modei                            | That Fashion Itch                     |
| 01.       | Evrika!                                | Eureka!                               |
|           |                                        |                                       |
| 02.       | Hei, cine a stins luminile?            | Hey, Who Turned Out the Lights?       |
| 02.       | Folosind energia Yang                  | Getting the Hang of Yang              |
|           |                                        |                                       |
| 03.       | Doar pentru păsări                     | Strictly for the Birds                |
| 03.       | Când cocoșul te păzește de hoți        | Rooster Crime Watch                   |
|           |                                        |                                       |
| 04.       | Și băieții duri plâng                  | Tough Guys Can Cry                    |
| 04.       | Bolnavă din dragoste                   | Lovesick                              |
|           |                                        |                                       |
| 05.       | Grădina zoologică a familiei Tofu      | The Tofu Zoo                          |
| 05.       | Fugă în preajma Crăciunului            | Running Away at Christmas Time        |
|           |                                        |                                       |
| 06.       | Panică la ora de vârf                  | Prime-Time Panic                      |
| 06.       | Plângând după laptele vărsat           | Crying Over Spilled Milk              |
|           |                                        |                                       |
| 07.       | Asta va face din tine un bărbat, fiule | This'll Make a Man Out of You, Son    |
| 07.       | Răpirea                                | Kidnapping                            |
|           |                                        |                                       |
| 08.       | Spuneți-mi April Tofu                  | Just Call Me April Tofu               |
| 08.       | Când Burger Palace devine vegetarian   | The Greening of Burger Palace         |
|           |                                        |                                       |
| 09.       | Aproape se naște o stea                | A Star is Almost Born                 |
| 09.       | Bio-bolboroseală extremă               | Extreme Bio-Babble                    |
|           |                                        |                                       |
| 10.       | Jungla urbană                          | Urban Jungle                          |
| 10.       | Vizita Marii Uniuni                    | The Visit of the Great Oneness        |
|           |                                        |                                       |
| 11.       | Ritualul greșit al primăverii          | The Wrong Rite of Spring              |
| 11.       | Competiția de ski                      | Downhill Competition                  |
|           |                                        |                                       |
| 12.       | Închiși în casă                        | Locked In                             |
| 12.       | O balenă de Sfântul Valentin           | A Whale of a Valentine's Day          |
|           |                                        |                                       |
| 13.       | Un Hubbub adevărat                     | That's What I Call Hubbub!            |
| 13.       | Oi și cipuri                           | Microchip vs. Macrosheep              |
|           |                                        |                                       |
| SEZONUL 2 |                                        |                                       |
|           |                                        |                                       |
| 14.       | Bestia din Beauvillage                 | The Beast of Beauvillage              |
| 14.       | Chichi vitezomanul                     | Chichi the Speedster                  |
|           |                                        |                                       |
| 15.       | Șantaj cu roșii                        | Tomato Blackmail                      |
| 15.       | Hubbub mobilul                         | Hubbubmobile                          |
|           |                                        |                                       |
| 16.       | Tristețe la cantina școlii             | School Dinner Blues                   |
| 16.       | Arca bunicii                           | Buba's Ark                            |
|           |                                        |                                       |
| 17.       | Agentul secret Tofu X-08               | Secret Agent Tofu X-08                |
| 17.       | Pietricica de pe Muntele Uluru         | The Pebble of Mount Uluru             |
|           |                                        |                                       |
| 18.       | Concediat                              | Sacked                                |
| 18.       | Chichi se face remarcat                | Chichi's Big Splash                   |
|           |                                        |                                       |
| 19.       | Cadou prăjit bine                      | Fried Gift Inside                     |
| 19.       | Bani și gunoi                          | Cash and Trash                        |
|           |                                        |                                       |
| 20.       | Marea evadare                          | The Great Escape                      |
| 20.       | Secretul lămâii                        | Lemon Confidential                    |
|           |                                        |                                       |
| 21.       | Răzbunarea dovlecilor                  | The Revenge of the Pumpkins           |
| 21.       | Toate cauciucurile afară               | All Tyred Out                         |
|           |                                        |                                       |
| 22.       | Când viermii atacă                     | When Worms Attack                     |
| 22.       | Conopida întinerește                   | Cauliflower is Wasted on the Young    |
|           |                                        |                                       |
| 23.       | Zen Blowpipe                           | Zen Blowpipe                          |
| 23.       | Lumini, Camere, Capre!                 | Lights, Camera, Goats!                |
|           |                                        |                                       |
| 24.       | Cine ești, tată?                       | Just Who Are You, Pop?                |
| 24.       | Operațiunea Bioritm                    | Operation Biorhythm                   |
|           |                                        |                                       |
| 25.       | Ieși, ieși, pată falsă!                | Out, Out, Fake Spot!                  |
| 25.       | Comoara râului Beauvillage             | The Treasure of the Beauvillage River |
|           |                                        |                                       |
| 26.       | Copiii de la oraș merg la Familia Tofu | Megacity Kids Go Tofu                 |
| 26.       | O filmare cu peripeții                 | A Hair-Raising Model Shoot            |
|           |                                        |                                       |